# Мияо Сюндзи
Мияо Сюндзи (яп. 宮尾 舜治, 1 февраля 1868 — 3 апреля 1937) — японский государственный деятель, губернатор префектур Хоккайдо (1921—1923) и Айти (1919—1921), член Палаты пэров Японии (1934—1937).

## Биография
Родился в деревни Хиросима в уезде Кубики княжества Такада (ныне префектура Ниигата) как старший сын Мияо Гонкуро, заместителя главы деревни. В 1886 году поступил на подготовительный курс Первой высшей школы, а в 1889 году перешёл на основной курс. В июле 1896 года с отличием окончил юридический факультет (немецкое право) Токийского императорского университета и был награждён серебряными часами. В том же году поступил на службу в министерство финансов, где его назначали во второй отдел секретариата. После этого занимал должности налогового инспектора и директора отдела таможенного надзора города Кобэ.
В апреле 1900 года перешёл в канцелярию генерал-губернатора Тайваня и был назначен секретарём в налоговый отдел департамента гражданских дел. После занимал должности директора таможни Аньпина и директора таможни Гаосюна, директора таможни Даньшуя, начальника налогового отдела финансового бюро департамента гражданских дел, директора монопольного бюро и директора бюро новой промышленности.
В апреле 1910 года, вернувшись в Японию, перешёл в Министерство по делам колоний, где занял должность первого секретаря, затем второго секретаря и заместителя министра по делам колоний. В июле 1917 года был переведён в Квантунское губернаторство, где был назначен секретарём по гражданским делам.
В апреле 1919 года был переведён обратно и назначен губернатором префектуры Айти, а в мае 1921 года стал губернатором префектуры Хоккайдо, где работал над развитием сельского хозяйства. В сентябре 1923 года был назначен вице-президентом Императорского института столичной реконструкции и  в этой должности предпринял усилия по восстановлению Токио после Великого землетрясения Канто.
3 июля 1934 года был назначен членом Палаты пэров Японии и оставался на этом посту до самой смерти. В последние годы жизни также являлся членом Токийской городской ассамблеи, и в марте 1937 года снова победил на выборах в ассамблею, но вскоре после этого обострился его диабет, и 3 апреля 1937 года Мияо Сюндзи умер от пневмонии.